# Tanjong Pagar United FC
O Tanjong Pagar United Football Club é um clube de futebol com sede no bairro de Woodlands, em Singapura. A equipe competiu na S.League.

## História
O clube foi fundado em 1975. Foi um clube inaugural da S.League que participou de 1996 a 2004 nos seus melhores anos quando foi três vice e ganhou a copa. E ativo entre 2011 e 2014. Devido a crises financeiras o clube perdeu duas vezes a franquia, e as duas vezes dissolvido.